# 伍德劳恩公墓 (布朗克斯)
伍德劳恩公墓（英語：Woodlawn Cemetery）是美国纽约市布朗克斯伍德劳恩高地（Woodlawn Heights）的一座大型公墓、国家历史名胜。它建于1863年，当时隶属于西徹斯特郡，1874年并入纽约市。
公墓占地400英畝（160公頃），它本是一座乡村墓地，逐渐转变为大型公墓，葬有30余万人，不乏名人。2011年，伍德劳恩公墓成为国家历史名胜。

## 知名安葬人物
- 查爾斯·埃文斯·休斯（Charles Evans Hughes）：前美國首席大法官
- 羅伯特·摩西（Robert Moses）：紐約城市規劃師與建設者
- 愛德華·史蒂芬·哈克尼斯（Edward Stephen Harkness），美國慈善家
- 菲奥雷洛·亨利·拉瓜迪亚（Fiorello Henry La Guardia）：前紐約市長
- 茜茜莉·泰森（Cicely Tyson）：女演員
- 喬治·M·柯翰（George M. Cohan）：表演者、劇作家與製作人
- 弗洛倫斯·米爾斯（Florence Mills）：非裔美國女歌手與舞台表演者
- 奧圖·普雷明傑（Otto Preminger）：電影導演
- 米海洛·卜平（Mihajlo Idvorski Pupin）：物理學家
- 亞歷山大·赫爾曼（Alexander Herrmann）：魔術師
- 阿德萊德·赫爾曼（Adelaide Herrmann）：魔術師，亞歷山大的妻子
- 葛楚德·艾德莉（Gertrude Ederle）：奧運游泳金牌得主
- 巴特·馬斯特森（Bat Masterson）：美國西部槍手與聯邦法警
- 哈麗雅特·昆比（Harriet Quimby）：美國首位女性持牌飛行員
- 奈莉·布萊（Nellie Bly）：新聞記者與社會改革者
- 康蒂·卡倫（Countee Cullen）：哈林文藝復興詩人
- 克拉倫斯·戴伊（Clarence Day）：散文作家
- 戴蒙·魯尼恩（Damon Runyon）：小說家與劇作家
- E·L·多克托羅（E. L. Doctorow）：歷史小說家
- 赫爾曼·梅爾維爾（Herman Melville）：《白鯨記》作者
- 多蘿西·帕克（Dorothy Parker）：詩人與諷刺作家
- 歐文·柏林（Irving Berlin）：美國作曲家
- 邁爾士·戴維斯（Miles Davis）：爵士樂傳奇
- 費利克斯·帕帕拉迪（Felix Pappalardi）：音樂製作人與貝斯手
- 艾靈頓公爵（Duke Ellington）：爵士音樂家
- W·C·漢迪（W. C. Handy）：藍調音樂之父
- 弗里茨·克萊斯勒（Fritz Kreisler）：小提琴家
- 皮格米特·馬克漢（Pigmeat Markham）：喜劇演員兼歌手
- 金·奧利佛（King Oliver）：早期爵士小號手
- 馬克斯·羅奇（Max Roach）：現代爵士鼓手先驅
- 格蘭特蘭·賴斯（Grantland Rice）：體育專欄作家
- 艾達·羅爾夫（Ida Rolf）：生化學家、「羅爾夫療法」創始人
- 阿奇博爾德·格雷西（Archibald Gracie）：航運業巨頭
- 理查·赫德納特（Richard Hudnut）：化妝品工業先驅
- C·J·沃克夫人（Madam C. J. Walker）：美國首位白手起家的非裔女性百萬富翁
- 羅蘭·赫西·梅西（Rowland Hussey Macy）：梅西百貨創辦人
- F·W·伍爾沃思（F. W. Woolworth）：五分錢一毛錢商店創辦人